# Torulaspora delbrueckii
Torulaspora delbrueckii é uma espécies de levedura que também é conhecida como Saccharomyces delbrueckii ou Rosei Saccharomyces (anamorfo chamado Candida colliculosa).
As análises genéticas revelaram que as várias cepas tratadas como T. delbrueckii na verdade representam espécies diferentes (e ainda pertencem a gêneros diferentes, como Debaryomyces, Saccharomyces e Candida). Assim, os critérios da espécie T. delbrueckii aparentemente precisam de alguma revisão de acordo com a cepa do tipo (a estirpe SANK 50118). 
Uma utilização interessante de T. Delbrueckii (e, possivelmente, uma ou mais das cepas semelhantes de Saccharomyces) é em cervejas de fermentação de estilo alemão de trigo. Durante a fermentação a levedura produz notáveis ésteres de banana e  fenóis de cravo que dão o aroma distinto caracterizado destas cervejas.